# Barnet F.C.
Barnet F.C. este o asociatie de fotbal profesionala cu sediul în Londra borough of harrow care evoluează în Football League Two. Clubul a fost format în 1888 in chipping Barnet. Stadionul acestei echipe este the hive stadium iar terenul pentru antrenament se numește the hive. managerul acestui club este Dean brennan și președintele este Anthony kleanthous. locatia acestuia este in Barnet, regatul unit, Londra.echipa mai concurează și în FA cup și FA trophy.